# 横浜油脂工業
横浜油脂工業株式会社（よこはまゆしこうぎょう）は、神奈川県横浜市西区南浅間町に本社を置く日本の化学メーカー。

## 概要
洗浄剤や自動車用製品・化粧品等を扱う。
【事業所】 本社：神奈川県横浜市西区南浅間町1番地の1
研究室：横浜・大阪・秦野
工場：横浜・大阪・秦野
営業所：札幌・仙台・名古屋・福岡                                      

## 沿革
1893年（明治26年）魚油の精製販売を開始

1929年（昭和4年）　横浜油脂工業として創立　本多里平が初代社長に就任。主に魚油を扱う企業としてスタートした

1945年（昭和20年）自社ブランド基盤を石けんや洗剤の製造に転換すると共に、資生堂の協力会社として50年間、洗濯石鹸や浴用石鹸など多くの商品を製造
1962年（昭和37年）本社工場に連続脱臭装置が完成。ショートニング等の製造を開始

1966年（昭和41年）自動車分野へ進出。界面活性剤応用技術を駆使し、洗剤・ワックス製品の開発に成功。国産1号となったLinda（リンダ）ブランド製品は、業務用・自家用オーナーのニーズにも対応した

1969年（昭和44年）食品添加物設備が完成。食品工業用化製品分野に進出。独自技術の離型油は、業務用だけでなく家庭での手作りパン・ケーキ用としても高品質評価を得た

1980年（昭和56年）空調メンテナンス分野へ進出
 
1981年（昭和57年）ビルメンテナンス分野へ進出
 
1983年（昭和58年）栄養補助食品の健康食品分野へ進出
 
1984年（昭和59年）精密洗浄分野へ進出。光学・医療用・LSI・シリコンウエハーなど精密機器等の洗浄剤を販売開始
 
1999年（平成11年）大韓民国に合弁会社　会明セミクリーンを設立
 
2003年（平成15年）台湾に横浜精密化學股份有限公司を設立

2007年（平成19年）秦野研究工場竣工。コエンザイムQ10製剤の輸出を開始

2009年（平成21年）中国に琳笪国際貿易(上海)有限公司を設立

2010年（平成22年）中国に横滨化学科技(常州)有限公司を設立

2011年（平成23年）天然素材系化粧品事業を展開

2013年（平成25年）中国に横兵油脂科技（天津）有限公司を設立

2019年（令和元年）創立90周年を迎える